# 藤原是人
藤原 是人（ふじわら の これひと）は、奈良時代の貴族。名は許人麿とも記される。藤原南家、参議・藤原乙麻呂の子。官位は正五位下・右少弁。

## 経歴
宝亀元年（770年）称徳天皇の崩御後、白壁王（のち光仁天皇）が皇太子に冊立されてまもなく従五位下に叙爵され、翌宝亀2年（771年）大学助に任ぜられる。のち、光仁朝では図書頭・肥後守を歴任し、この間の宝亀9年（778年）には、秋の豊穣を祈願するために、参議・藤原是公と共に廣瀬大社・龍田大社に派遣され奉幣を行っている。
桓武朝では、大判事・中務少輔を歴任し、延暦4年（785年）8月に従五位上に昇叙されるが、同年9月に藤原種継暗殺事件が発生すると、10月に長門守に任ぜられ地方官に転じる。延暦9年（790年）治部大輔として京官に復帰すると、延暦10年（791年）右少弁に転じている。

## 官歴
『続日本紀』による。
- 宝亀元年（770年） 8月9日：従五位下
- 宝亀2年（771年） 7月23日：大学助
- 宝亀5年（774年） 3月5日：図書頭
- 宝亀9年（778年）以前：肥後守
- 延暦元年（782年） 5月17日：大判事
- 延暦3年（784年） 4月2日：中務少輔。11月11日：長岡京遷都
- 延暦4年（785年） 8月7日：従五位上。10月3日：長門守
- 延暦9年（790年） 7月24日：治部大輔
- 延暦10年（791年） 7月28日：右少弁
- 時期不詳：正五位下[1]

## 系譜
- 父：藤原乙麻呂
- 母：広岡真都我（橘佐為の娘） - 尚蔵
- 妻：不詳
  - 男子：藤原菊池麻呂